# Руцавская волость
Руцавская волость (латыш. Rucavas pagasts) — одна из двух территориальных единиц Руцавского края Латвии. Находится на побережье Балтийского моря. Граничит с Дуникской волостью своего края, Ницской волостью Ницского края, а также с Лянкимайским староством Скуодасского района и Дарбенайским староством Кретингского района Клайпедского уезда Литовской Республики.
Крупнейшими населёнными пунктами волости являются сёла: Руцава (волостной центр), Катишке, Папе, Нида, Пеши, Палайпе, Гейстаути, Катужи.
В селе Руцава находится краеведческий музей. К северу от села Папе расположена Папская орнитологическая станция.
Руцавскую волость пересекают автомобильные дороги А11 Лиепая — литовская граница (Руцава) и Р113 Гробиня — Барта — Руцава.
По территории волости протекают реки: Лигупе, Клинькупите, Варнупе, Паурупе, Свентая.

## История
В исторических документах поселение, возникшее на территории нынешней Руцавской волости впервые упоминается в 1253 году.
В 1935 году площадь Руцавской волости Лиепайского уезда составляла 268 км², при населении в 5021 житель.
В 1945 году в волости были созданы Руцавский, Брушвитский, Катишкский, Мейришкский и Папский сельские советы. После отмены в 1949 году волостного деления Руцавский сельсовет входил в состав Лиепайского района.
В 1954 году к Руцавскому сельсовету была присоединена территория ликвидированных Мейришкского, Папского и Брушвитского сельских советов. В 1968 году — территория колхоза «Падомью Латвия» Сикшньского сельсовета. В 1975 году часть территории Руцавского сельсовета была присоединена к Ницскому сельскому совету.
В 1990 году Руцавский сельсовет был реорганизован в волость. В 2009 году, по окончании латвийской административно-территориальной реформы, Руцавская волость вошла в состав Руцавского края.